# Lars Lagerborg
Lars Bengt Michael Lagerborg (ur. 27 marca 1967 w Åskloster) – szwedzki zapaśnik walczący w stylu klasycznym. Olimpijczyk z Seulu 1988, gdzie odpadł w eliminacjach w kategorii 68 kg.
Brązowy medalista mistrzostw Europy w 1988. Szósty w Pucharze Świata w 1985. Zdobył trzy medale na mistrzostwach nordyckich w latach 1987 - 1991. Wicemistrz Europy juniorów w 1984 i 1985 roku.